# Scarpa d'arme
La Scarpa d'arme (Soleret in lingua francese; Eisenschuh o Panzerschuh in lingua tedesca) era la componente dell'armatura a piastre medievale preposta alla difesa passiva del piede, in pratica l'equivalente per gli arti inferiori di ciò che il guanto d'arme era per gli arti superiori. Realizzato da una piastra di metallo (ferro prima ed acciaio poi - v. armatura gotica), veniva portato abbinato o no allo schiniere, per la protezione della gamba, al ginocchiello ed al cosciale.

## Storia

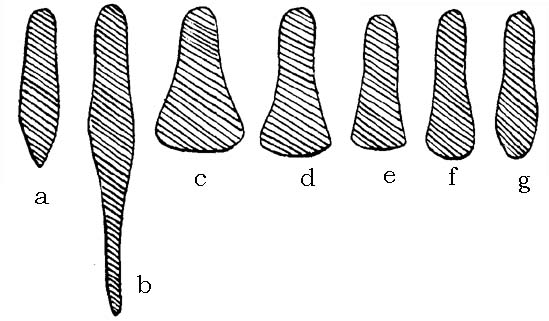
Evoluzione della calzatura corazzata nell'armatura a piastre - ill. di Wendelin Boeheim (1890):
а) 1290–1390
b) 1300–1490 (tp poulaine)
с) 1500–1530 (tp "piede d'orso")
d) 1530–1540 (tp "mezzo piede d'orso")
е) 1540–1550
f) 1550–1560
g) 1560–1590 (tp "muso di cane")

## Costruzione
Le più note varianti della scarpa d'arme sono:
- scarpa d'arme gotica era composta da lamine di acciaio articolate le une alle altre tappate all'estremità da una grande lamina cuspidata sviluppante un lungo spuntone. L'elemento difensivo riprendeva cioè la linea della scarpa a punta lunga, la poulaine, tipica della moda francese del tempo.
- scarpa d'arme a muso di bue era invece ricavata da un unico pezzo di metallo e sagomata in forza grossomodo rettangolare.